# Es Migjorn Gran
Es Migjorn Gran is een gemeente in de Spaanse provincie en regio Balearen met een oppervlakte van 31 km². Es Migjorn Gran heeft 1.419 inwoners (1 januari 2016). De gemeente ligt op het oostelijkste eiland van de Balearen, Menorca. Es Migjorn Gran maakte tot 1989 deel uit van de nu aangrenzende gemeente Es Mercadal.

## Demografische ontwikkeling
Bron: INE, 1991-2011: volkstellingen
Opm.: tot 1989 behoorde Es Migjorn Gran tot de gemeente Es Mercadal
Alaior · Ciutadella de Menorca · Es Castell · Es Mercadal · Es Migjorn Gran · Ferreries · Maó · Sant Lluís